# Hán Hoàn Đế
Hán Hoàn Đế (chữ Hán: 漢桓帝; 132 – 167), tên thật là Lưu Chí (劉志), là vị Hoàng đế thứ 11 nhà Đông Hán, và cũng là hoàng đế thứ 26 của nhà Hán trong lịch sử Trung Quốc.
Tuy được coi là một vị Hoàng đế thông minh và đã trừ được ngoại thích họ Lương đã nắm quyền từ lâu trong triều đình, nhưng Hoàn Đế lại thiếu quyết đoán và trọng dụng nhiều hoạn quan, dẫn đến vấn nạn hoạn quan chuyên quyền. Theo sách Hậu Hán thư, tác giả Phạm Diệp trách Hoàn Đế đã để mất lòng dân. Tuy nhiên, triều chính trong thời của ông cũng có vài điểm tốt hơn so với các triều trước, khi ông đã cho sửa lại việc chính trị. Ngoài ra, ông cũng khá đam mê âm nhạc và có tài chơi đàn.

## Thân thế
Lưu Chí là cháu 4 đời của Hán Chương Đế, cha là Lễ Ngô hầu Lưu Dực, mẹ là Yển phu nhân, hiện chưa rõ tên là gì.
Lưu Chí lớn lên được phong tước Ngô Lễ hầu và lấy em gái của Lương thái hậu. Năm 146 (năm ông 14 tuổi), ngoại thích Lương Ký - anh của Lương thái hậu - hãm hại vua Hán Chất Đế và lập Lưu Chí lên ngôi, tức là Hán Hoàn Đế.

## Trừ ngoại thích
Ngoại thích họ Lương thao túng triều đình từ nhiều năm. Sau khi giết Chất Đế, Lương Ký lập Lưu Chí là em rể để dễ khống chế. Do Hoàn Đế mới 14 tuổi nên Lương thái hậu vẫn lâm triều nhiếp chính và Lương Ký vẫn tiếp tục điều hành công việc.
Trong năm 146, việc nhà Hán mất gần hết miền Liêu Đông vào tay vua Thái Tổ Đại Vương của Cao Câu Ly mới chính thức công khai.
Năm 151, Hoàn Đế lên 19 tuổi, Lương Ký vẫn hoành hành, ngang nhiên vi phạm quy định của triều đình, đeo gươm vào cung. Thượng thư Trương Lăng giận dữ kể tội Lương Ký. Quân ngự lâm liền bắt Lương Ký. Tuy nhiên Hoàn Đế sợ mất lòng Lương thái hậu nên ra lệnh cởi trói cho Lương Ký và chỉ phạt bổng lộc 1 năm.
Năm 159, Hoàn Đế 27 tuổi, Lương thái hậu qua đời. Lương Ký cử tâm phúc vào cung dò la tin tức. Hoàn Đế dựa vào các hoạn quan Đan Siêu, Từ Hoàng dẫn quân vây nhà Lương Ký thu ấn Đại tướng quân. Lương Ký sợ hãi, cùng vợ và con cháu uống thuốc độc tự vẫn.

## Họa hoạn quan
Do có công giúp vua trừ ngoại thích, các hoạn quan như Từ Hoàng, Đan Siêu, Đường Hoành, Từ Khuyên lại đắc thế, thao túng triều đình.
Một số quan lại xuất thân từ quý tộc như Lý Ưng, Trần Phồn, Vương Sướng, Quách Thái, Phạm Bàng cùng nhau liên hợp công kích hoạn quan. Các hoạn quan cùng nhau vu cáo những người này tội có ý gây loạn. Hán Hoàn Đế nghe lời hoạn quan, bèn bắt giam họ.
Tuy nhiên, các hoạn quan bị Lý Ưng dọa sẽ tố cáo lại việc những người thân của hoạn quan phạm pháp, vì vậy các hoạn quan chỉ kết tội những người chống đối phải bãi chức về quê mà không xử chết.

## Qua đời
Năm 167, Hán Hoàn Đế qua đời. Ông ở ngôi 21 năm, thọ 35 tuổi. Ông được tôn miếu hiệu là Uy Tông, thuỵ hiệu là Hiếu Hoàn Hoàng đế, thường gọi là Hán Hoàn Đế. Sau này, Hán Hiến Đế bỏ đi miếu hiệu Uy Tông của ông.
Trong thời gian ở ngôi, ông dùng các niên hiệu:
- Bản Sơ (146)[3]
- Kiến Hòa (147-149)
- Hòa Bình (150)
- Nguyên Gia (151-153)
- Vĩnh Hưng (153-154)
- Vĩnh Thọ (155-158)
- Diên Hi (158-167)
- Vĩnh Khang (167)

Vì Hoàn Đế không có con, Đậu hoàng hậu cùng cha là Đậu Vũ lập cháu 5 đời của Hán Chương Đế, con của Giải Độc đình hầu Lưu Trường là Lưu Hoành lên ngôi, tức là Hán Linh Đế.

## Gia quyến
- Thân phụ: Hiếu Sùng Hoàng Lưu Dực
- Thân mẫu: Hiếu Sùng Hoàng hậu Yển Minh
- Hậu phi:

1. Ý Hiến hoàng hậu Lương Nữ Oánh (懿獻皇后梁女瑩, ? - 159), em gái của Lương thái hậu và Lương Ký, đính hôn với Hoàn Đế từ khi ông còn là Ngô Lễ hầu. Do thân thế hiển hách nên được độc sủng và sống xa hoa trong cung. Sau khi mất bị Hoàn Đế truy phế, cải táng thành mộ Quý nhân (贵人).
2. Đặng hoàng hậu (鄧皇后, ? - 165), tên thật Đặng Mãnh Nữ, con gái Đặng Hương (鄧香), quan chức trong triều và là anh em họ với Hoà Hi Đặng hoàng hậu. Bị phế và qua đời năm 165 do thường xuyên gièm pha Quách quý nhân, sủng phi của Hán Hoàn Đế.
3. Hoàn Tư hoàng hậu Đậu Diệu (桓思皇后竇妙; ? - 172), con gái Đậu Vũ, quan đại thần trong triều. Mất năm 172.
4. Quách quý nhân , đại sủng phi của Hán Hoàn Đế , sơ phong Mỹ nhân , dần tấn Quý nhân.
5. Điền quý nhân.

Hoàn Đế hoang dâm, từ phi tần đến kẻ hầu người hạ tới hai vạn người.